# Aeródromo Las Misiones
El Aeródromo Las Misiones (OACI: SCNM) es un terminal aéreo ubicado a 2 kilómetros al noreste de Cañete, Provincia de Arauco, Región del Bio Bio, Chile. Este aeródromo es de carácter público.